# Rakita, Plevna
Rakita (în bulgară Ракита) este un sat în comuna Cerven Breag, regiunea Plevna,  Bulgaria. 

## Demografie
Componența etnică a satului Rakita
     Turci (1,36%)
     Bulgari (86,98%)
     Romi (2,85%)
     Nicio identificare (8,78%)
La recensământul din 2011, populația satului Rakita era de 876 locuitori. Din punct de vedere etnic, majoritatea locuitorilor (86,98%) erau bulgari, existând și minorități de romi (2,85%) și turci (1,36%). Pentru 8,78% din locuitori nu este cunoscută apartenența etnică.